# إندبندنت عربية
إندبندنت عربية هي النسخة العربية والإلكترونية من صحيفة "اندبندنت" البريطانية الرقمية، تقدم الترجمات من النسخة البريطانية إلى جانب الأخبار والتحقيقات والتقارير والحوارات الخاصة من خلال مراسلي الصحيفة حول العالم. وتم الإعلان عن إطلاق الموقع في 24 يناير 2019 في إطار مشروع المجموعة السعودية للأبحاث والتسويق لإطلاق مواقع "إندبندنت باللغات العربية والتركية والأردية والفارسية". يرأس تحريرها عضوان الأحمري.

## أقسام الموقع
- الأخبار
- سياسة
- آراء
- اقتصاد
- تحقيقات ومطولات
- ثقافة
- فنون وأضواء
- ترفيه وسفر
- رياضة
- صحة
- علوم[6]

## الجوائز
حصلت «اندبندنت عربية» على جائزة أفضل منصة إخبارية عربية في فرع الصحافة الرقمية في الدورة الـ 21 لـ «جائزة الإعلام العربي» عام 2022. كما حصلت يوم الأحد 7 يناير 2024 على خامس جوائزها في الذكرى الخامسة لتأسيسها بجائزة "التميز الإعلامي 2023".